# Вайт-Сіті (Іллінойс)
Вайт-Сіті (англ. White City) — селище (англ. village) в США, в окрузі Макупін штату Іллінойс. Населення — 212 особи (2020).

## Географія
Вайт-Сіті розташований за координатами 39°4′14″ пн. ш. 89°46′11″ зх. д. / 39.07056° пн. ш. 89.76972° зх. д. (39.070641, -89.769652).  За даними Бюро перепису населення США в 2010 році селище мало площу 3,15 км², з яких 3,14 км² — суходіл та 0,01 км² — водойми.

## Демографія
Згідно з переписом 2010 року, у селищі мешкали 232 особи в 94 домогосподарствах у складі 65 родин. Густота населення становила 74 особи/км².  Було 109 помешкань (35/км²).
Расовий склад населення:
| - 99,6 % — білих - 0,4 % — азіатів |

До двох чи більше рас належало 0,0 %. Частка іспаномовних становила 0,4 % від усіх жителів.
За віковим діапазоном населення розподілялося таким чином: 20,3 % — особи молодші 18 років, 67,6 % — особи у віці 18—64 років, 12,1 % — особи у віці 65 років та старші. Медіана віку мешканця становила 41,7 року. На 100 осіб жіночої статі у селищі припадало 91,7 чоловіків;  на 100 жінок у віці від 18 років та старших — 90,7 чоловіків також старших 18 років.
Середній дохід на одне домашнє господарство  становив 46 806 доларів США (медіана — 39 375), а середній дохід на одну сім'ю — 54 666 доларів (медіана — 49 643). Медіана доходів становила 45 000 доларів для чоловіків та 30 179 доларів для жінок. За межею бідності перебувало 13,2 % осіб, у тому числі 28,6 % дітей у віці до 18 років та 0,0 % осіб у віці 65 років та старших.
Цивільне працевлаштоване населення становило 82 особи. Основні галузі зайнятості: виробництво — 28,0 %, роздрібна торгівля — 18,3 %, освіта, охорона здоров'я та соціальна допомога — 14,6 %.